# Mazama nemorivaga
Mazama nemorivaga (лат.) — один из видов мазам, обитающий в лесах Южной Америки.

## Внешний вид и строение
Длина головы и тела: 900—1250 мм, длина хвоста 100—150 мм, длина стоп: 600—700 мм, длина ушей: 90 мм, высота в плечах: 350—650, вес: 12—25 кг.
Это средних размеров вид рода мазамы. Верхняя сторона тела серо-коричневая, с тёмной полосой вдоль позвоночника. Морда окрашена несколько темнее. Брюхо серого или белого цвета. Уши короткие, покрыты редкими волосами. Глаза выпуклые. Хвост серовато-коричневый сверху и белый снизу. Половой диморфизм отсутствует. Неполовозрелые особи темные, с белыми пятнами на боках и спине. На втором году жизни у самцов развиваются неразветвленные рога, достигающие 15 см в длину.
Зубная формула: I 0/3, C 0/1, P 3/3, M 3/3 = 32 зуба.

## Среда обитания
Страны проживания: Бразилия, Колумбия, Эквадор, Французская Гвиана, Гайана, Панама, Перу, Суринам, Венесуэла.
Населяет леса бассейна Амазонки и прилегающие области: это тропические и субтропические широколиственные влажные леса. Встречается на высоте от 0 до 1500 метров над уровнем моря.

## Образ жизни и питание
Питаются молодыми побегами, листьями, грибами и фруктами. Как правило, живут поодиночке, но иногда встречаются парами. Активны ночью и в сумерках. Территориальны, обозначают свою территорию калом, мочой и секрецией запаховых желез. Эстральный цикл не привязан к определённому сезону. Беременность длится около 220 дней и рождается один детёныш, изредка два. Потомство остаётся с матерью до восьми месяцев. Половая зрелость наступает в 1—2 года.